# 梨果榕
梨果榕（学名：Ficus pyriformis），又名舶梨榕，为桑科榕属的植物。分布在越南以及中国大陆的广东、福建等地，生长于海拔50米至2,000米的地区，常生于溪边潮湿地带，目前已由人工引种栽培。